# Partit Liberal del Japó
El Partit Liberal del Japó (日本自由党) va ser un partit polític japonés fundat l'any 1945 per Ichirõ Hatoyama, Primer Ministre del Japó, i dissolt en 1948. Shigeru Yoshida també va ser una figura important del partit i posteriorment lider, a més de Primer Ministre.

## Resultats electorals

### Cambra de Representants
| Any  | Líder           | Votes      | %     | Escons    | +/- | Pos. | Govern   |
| ---- | --------------- | ---------- | ----- | --------- | --- | ---- | -------- |
| 1946 | Ichirō Hatoyama | 13,505,746 | 24.36 | 141 / 468 | Nou | 1r   | Govern   |
| 1947 | Shigeru Yoshida | 7,312,524  | 26.73 | 131 / 468 | 9   | 2n   | Oposició |

### Cambra de Consellers
| Any  | Líder           | Circumscripció | Circumscripció | Circumscripció | Llista de partit | Llista de partit | Llista de partit | Escons   | Pos. | Govern   |
| Any  | Líder           | Vots           | %              | Escons         | Vots             | %                | Escons           | Escons   | Pos. | Govern   |
| ---- | --------------- | -------------- | -------------- | -------------- | ---------------- | ---------------- | ---------------- | -------- | ---- | -------- |
| 1947 | Ichirō Hatoyama | 3,769,704      | 17.10          | 30 / 150       | 1,360,456        | 6.40             | 8 / 100          | 38 / 250 | 2n   | Coalició |

## Líders
| Núm. | Nom             | Foto | Mandat                | Mandat             |
| Núm. | Nom             | Foto | Inici                 | Final              |
| ---- | --------------- | ---- | --------------------- | ------------------ |
| 1    | Ichirō Hatoyama |      | 9 de novembre de 1945 | 18 d'agost de 1946 |
| 2    | Shigeru Yoshida |      | 18 d'agost de 1946    | 15 de març de 1948 |